# جيري كولونا
جيري كولونا (بالإنجليزية: Jerry Colonna)‏ (و. 1904 – 1986 م) هو مغن مؤلف، وممثل، وملحن، من الولايات المتحدة الأمريكية، ولد في بوسطن، توفي عن عمر يناهز 82 عاماً بسبب قصور كلوي.

## وصلات خارجية
- جيري كولونا على موقع IMDb (الإنجليزية)
- جيري كولونا على موقع روتن توميتوز (الإنجليزية)
- جيري كولونا على موقع ميوزك برينز (الإنجليزية)
- جيري كولونا على موقع أول موفي (الإنجليزية)
- جيري كولونا على موقع قاعدة بيانات الأفلام السويدية (السويدية)
- جيري كولونا على موقع إن إن دي بي (الإنجليزية)
- جيري كولونا على موقع أول ميوزيك (الإنجليزية)
- جيري كولونا على موقع ديسكوغز (الإنجليزية)
- جيري كولونا على موقع قاعدة بيانات الفيلم (الإنجليزية)